# Ehrenfriedensrichter
Der Ehrenfriedensrichter war im Kaiserreich Russland und den drei Ostseegouvernements ein Ehrenamt. Ihre Bedeutung lag darin, dass sie zum Bereich der kommunalen und lokalen Semstwo (Selbstverwaltung) zählten, da sie nicht nur im eingeschränkten Rahmen die Gerichtsbarkeit ausübten, sondern auch in der Finanz- und Wirtschaftsverwaltung Mitspracherechte hatten.

## Russisches Kaiserreich

Wappen des russischen Kaiserreichs

Im Russischen Kaiserreich wurden von den Kreisständen respektive von den Stadtverordneten-Versammlungen in Moskau, Sankt Petersburg und Odessa alle drei Jahre die Ehrenfriedensrichter des Kreises gewählt. Zum Auswahlverfahren wurde  vom örtlichen Kreismarschall, dem Bürgermeister der Kreisstadt und dem amtierenden Friedensrichter ein Verzeichnis von  Kandidaten, die für das Amt des Friedensrichters geeignet waren, angelegt. Der zur Auswahl stehende Personenkreis sollte einen angemessenen Wissenstand haben und im Besitz von Immobilien oder Grundstücken im Wert von 3.000 bis 15.000 Rubel nachweisen können. Die beim Gouverneur vorgelegte Liste wurde geprüft und veröffentlicht und sodann werden die Ehrenfriedensrichte nach der Anzahl der Distrikte des jeweiligen Gouvernements gewählt. Die Gewählten teilen die Distrikte nach ihrer erfolgten Wahl und Bestätigung des ersten Senatsdepartements  unter sich auf und wählten einen Vorsitzenden der Friedensrichterversammlung.
„Die Ehrenfriedensrichter sind unbesoldet, sie tragen ein eigenes Amtszeichen und haben ein eigenes Amtssiegel. Den ständigen Gerichtsort erwählen sie sich innerhalb des Distrikts unter Bestätigung der Friedensrichter Versammlung; Klagen und Beschwerden müssen sie aber überall und zu jeder Zeit entgegennehmen. Im Fall der Verhinderung eines Friedensrichters werden seine Funktionen von einem andern Friedensrichter desselben Kreises nach einer vorher bestimmten Reihenfolge übernommen. Die Friedensrichter stehen unter der Kontrolle der Friedensrichterversammlungen, diese aber unter der Oberaufsicht des Senats. Ihres Amtes entsetzt können die Friedensrichter nur auf Grund eines gerichtlichen Urteils werden. Besondere Instruktionen für dieselben werden von den Friedensrichter-Versammlungen entworfen und vom Justizminister bestätigt; demselben haben auch sowohl die Friedensrichter als die Friedensrichterversammlungen jährlichen Bericht über ihre Geschäftstätigkeit abzustatten.“

## Ehrenfriedensrichter (Baltikum)

Gouvernement Estland
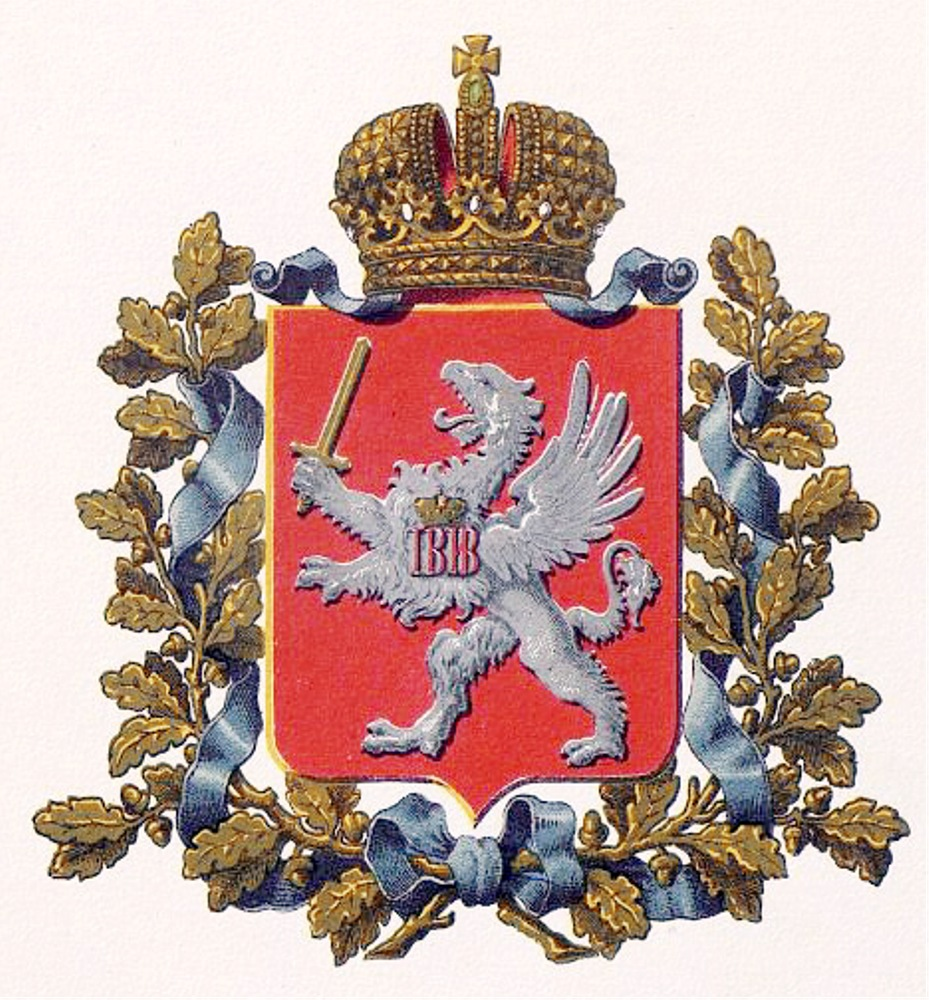
Gouvernement Livland
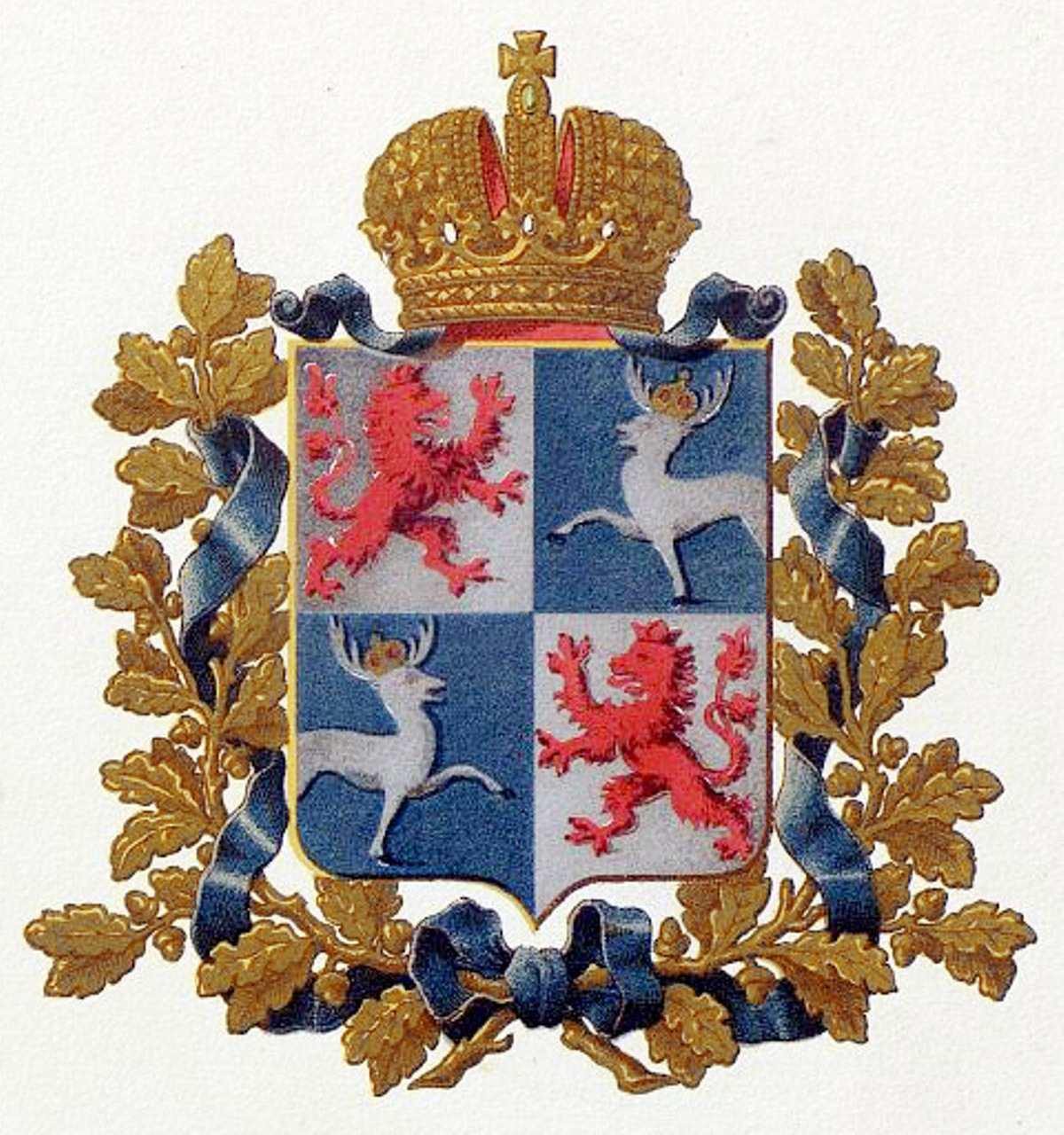
Gouvernement Kurland

In den, vom Russischen Kaiserreich regierten drei Ostseeprovinzen übten die Ehrenfriedensrichter (auch Friedensrichter) ihre Tätigkeit ehrenamtlich aus und wurden vom zuständigen Justizminister der Ostseeprovinzen ernannt. Ihre Amtszeit war auf drei Jahre festgelegt. Die erwählten Personen, die keine juristische Vorbildung nachweisen mussten, sollten einem gehobenen Vermögensstand angehören. Besonderer Wert bei der Auswahl wurde auf die Lebenserfahrung und die Kenntnis der örtlichen Verhältnisse gelegt. Schon im Zarentum Russland (1547–1721) musste ein Richter (russ. Судья) mindestens 40 Jahre alt sein. Mangels ihrer juristischen Ausbildung und Vorkenntnisse übten sie das Amt selten als Einzelrichter aus, sie waren meistens Teilnehmer an den Sitzungen der Berufsgerichte, darüber hinaus nahmen sie an Friedensrichterversammlungen und als Hilfsrichter beim Bezirksgericht teil. In den späteren baltischen Republiken wurden keine Ehrenfriedensrichter ernannt. In Lettland konnten Berufsrichter nach ihrer zur Ruhesetzung  als Richter ehrenhalber (goda tiesnesis) ernannt werden, die dann bei Bedarf als Hilfsrichter eingesetzt werden konnten (Quelle: ReorgVO Art. 8 und Baltische Bürgerkunde 104).